# Jesús Kumate Rodríguez
Jesús Kumate Rodríguez (Mazatlán, Sinaloa; 12 de noviembre de 1924-Ciudad de México, 7 de mayo de 2018) fue  un médico y político mexicano, que ocupó el cargo de secretario de Salud de 1988 a 1994.

## Estudios y carrera profesional
Jesús Kumate fue un médico cirujano egresado de la Escuela Médico Militar en 1946. Se especializó en investigación en infectología pediátrica y ejerció como catedrático en la Escuela Médico Militar, en la Facultad de Medicina de la Universidad Nacional Autónoma de México y en la Escuela Nacional de Ciencias Biológicas del Instituto Politécnico Nacional.
Fue miembro de la Sociedad Mexicana de Bioquímica, de Infectología, de Inmunología y de la Academia Nacional de Medicina de México y de Buenos Aires, Argentina, de la Academia Mexicana de Pediatría y de la Academia Mexicana de Ciencias. Fue miembro de El Colegio Nacional y El Colegio de Sinaloa.
Es autor de Manual de Infectología (1973-2001), La salud de los mexicanos y la medicina en México (1977), Salud para todos. ¿Utopía o realidad? (1989), La ciencia en la Revolución francesa (1991); Investigación clínica, Cenicienta y Ave Fénix (1987, 1995), El cólera (1993), Sistemas Nacionales de Salud en las Américas (1994) e Italia en la Medicina (1997), entre otros libros y artículos científicos.

## Servicio público
El doctor Jesús Kumate ingresó como miembro de El Colegio Nacional el 23 de octubre de 1974. Fue director del Hospital Infantil de México (1979-1980). En 1988 el presidente Carlos Salinas de Gortari lo nombró secretario de Salud, cargo en que permaneció todo el sexenio, hasta 1994, en 1995 fue secretario de Salud, miembro del Consejo Consultivo de la Unicef en México y presidente del Consejo Ejecutivo de la Organización Mundial de la Salud (OMS)
El 10 de octubre de 2006 le fue otorgada la Medalla Belisario Domínguez del Senado de la República correspondiente a 2006. Condecorado con la Medalla Eduardo Liceaga de la Secretaría de Salubridad y Asistencia (SSA), obtuvo la Medalla por Servicios Distinguidos, otorgada por la Secretaría de la Defensa Nacional (SEDENA) de México; y el Collar de la Orden Rodolfo Robles, de Guatemala.

## Distinticiones y premios

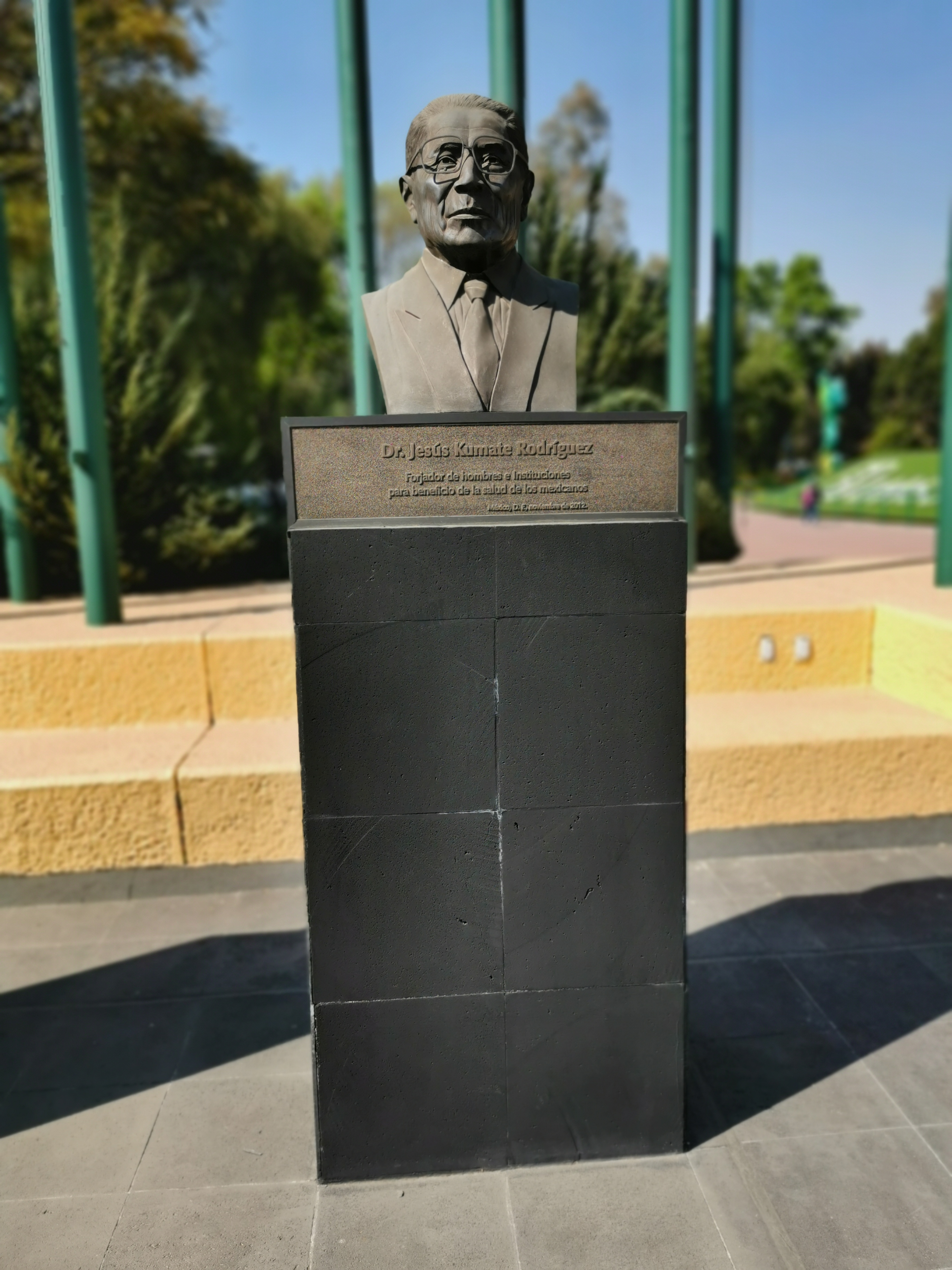
Busto de Jesús Kumate en el Centro Médico Nacional Siglo XXI, Ciudad de México.

### Condecoraciones
- Medalla Belisario Domínguez del Senado de la República, México.
- Oficial de la Legión de Honor, Francia.
- Condecoración Servicios Distinguidos, Defensa Nacional, México.
- Collar de la Orden Rodolfo Robles, Guatemala.
- Banda de la Orden del Tesoro Sagrado, Japón.
- Orden al Mérito en grado oficial del gobierno de Italia,

### Premios académicos
- Premios Carnot y Balmis de la Academia Nacional de Medicina
- Premio Torroella de la Academia Mexicana de Pediatría.
- Profesor Honorario de las Universidades de Zulia, Venezuela; del Centro, República Dominicana; Cayetano Heredia, Lima y de Guadalajara.
- Doctor honoris causa por la Universidad Autónoma de Nuevo León y la Universidad Autónoma de Sinaloa.[4]